# Power Trip Festival
Power Trip Festival war ein Heavy-Metal-Musikfestival, das vom 6. bis 8. Oktober 2023 im Empire Polo Club in Indio stattfand. Es traten Metallica, Iron Maiden, Guns N’ Roses, Tool, AC/DC und Judas Priest auf. Ozzy Osbourne war ursprünglich für den 7. Oktober vorgesehen, sagte seine Teilnahme jedoch aus gesundheitlichen Gründen ab. Das Festival wurde als „Fortsetzung von Desert Trip“ beschrieben. Für AC/DC war es das erste Konzert seit Dezember 2016, als Axl Rose den erkrankten Sänger Brian Johnson ersetzte, der beim Power Trip Festival wieder dabei war. Bereits im Juli 2023 wurde Judas Priest als Ersatz für Ozzy Osbourne angekündigt. Die Preise für ein 3-Tage-Ticket begannen bei 599 US-Dollar. Campen war möglich, Hotelpakete mit Festivalzutritt und Shuttle gab es ab 3199 US-Dollar. 50.000 Fans besuchten das Festival.

## Programm

### Freitag, 6. Oktober 2023
| Iron Maiden 1. Caught Somewhere in Time 2. Stranger in a Strange Land 3. The Writing on the Wall 4. Days of Future Past 5. The Time Machine 6. The Prisoner 7. Death of the Celts 8. Can I Play with Madness 9. Heaven Can Wait 10. Alexander the Great 11. Fear of the Dark 12. Iron Maiden 13. Hell on Earth 14. The Trooper 15. Wasted Years | Guns N’ Roses 1. It’s So Easy 2. Bad Obsession 3. Chinese Democracy 4. Slither 5. Pretty Tied Up 6. Mr. Brownstone 7. Welcome to the Jungle 8. Hard Skool 9. Absurd 10. Double Talkin’ Jive 11. Reckless Life 12. You Could Be Mine 13. Estranged 14. Live and Let Die 15. Down on the Farm 16. Rocket Queen 17. T.V. Eye 18. Better 19. Anything Goes 20. Civil War 21. Slash Guitar Solo 22. Sweet Child o’ Mine 23. November Rain 24. Wichita Lineman 25. Knockin’ on Heaven’s Door 26. Patience 27. Coma 28. Nightrain 29. Paradise City |

### Samstag, 7. Oktober 2023
| Judas Priest 1. Electric Eye 2. Riding on the Wind 3. Heading Out to the Highway 4. Lightning Strike 5. Diamonds & Rust 6. The Sentinel 7. A Touch of Evil 8. Turbo Lover 9. Firepower 10. Desert Plains 11. Rapid Fire 12. The Green Manalishi (with the Two Prong Crown) 13. You’ve Got Another Thing Comin’ 14. Painkiller 15. Hell Bent for Leather 16. Metal Gods 17. Breaking the Law 18. Living After Midnight | AC/DC 1. If You Want Blood (You’ve Got It) 2. Back in Black 3. Demon Fire 4. Shot Down in Flames 5. Thunderstruck 6. Have a Drink on Me 7. Hells Bells 8. Shot in the Dark 9. Stiff Upper Lip 10. Dirty Deeds Done Dirt Cheap 11. Shoot to Thrill 12. Sin City 13. Givin' the Dog a Bone 14. Rock ’n’ Roll Train 15. You Shook Me All Night Long 16. Dog Eat Dog 17. High Voltage 18. Hell Ain’t a Bad Place to Be 19. Riff Raff 20. Highway to Hell 21. Whole Lotta Rosie 22. Let There Be Rock 23. T.N.T. 24. For Those About to Rock (We Salute You) |

### Sonntag, 8. Oktober 2023
| Tool 1. Jambi 2. The Pot 3. Fear Inoculum 4. Rosetta Stoned 5. Pushit 6. Forty Six & 2 7. Pneuma 8. The Grudge 9. Invincible 10. Stinkfirst 11. Swamp Song 12. Ænima | Metallica 1. Whiplash 2. Creeping Death 3. For Whom the Bell Tolls 4. Enter Sandman 5. Lux Æterna 6. Too Far Gone? 7. Fade to Black 8. Fuel 9. Orion 10. Nothing Else Matters 11. Sad but True 12. The Day That Never Comes 13. Hardwired 14. Seek & Destroy 15. One 16. Master of Puppets |